# Pontile della cattedrale di Hildesheim
Il pontile della cattedrale di Hildesheim è un pontile rinascimentale risalente al 1546, conservato nel museo della cattedrale di Hildesheim.

## Storia
Il pontile è in arenaria di Baumberger ed è opera di Johann Brabender. Fu completato nel 1546. Il donatore era il canonico Arnold Freitag.
Anticamente posizionato di fronte al presbiterio della cattedrale di Hildesheim, scampò ai bombardamenti del 1945 e dal 1960 al 2010 rimase nella chiesa di Sant'Antonio presso il chiostro della cattedrale. Dal 2015 è contestualizzato nel percorso del museo della cattedrale di Hildesheim, sempre nella chiesa di Sant'Antonio. Fino all'evacuazione della guerra, aveva il suo posto nella cattedrale stessa come barriera liturgica tra l'aula e il coro della cattedrale.

## Descrizione e stile
Il pontile mostra il prospetto come una facciata di gusto rinascimentale. Consiste di una porta e di un piano inferiore diviso verticalmente in cinque campate da pilastri e colonne, ciascuna coronata da un'ulteriore edicola su colonnine coronata da un arco a tutto sesto. L'altezza degli archi di coronamento degrada dall'arco mediano, il più alto, ai due archi estremi, i più bassi. L'arco mediano sorregge la croce trionfale, i due intermedi le sculture di Maria e Giovanni. La seconda e la quarta campata del livello inferiore sono chiuse da porte dorate in ferro battuto, mentre la campata centrale consiste in un passaggio più stretto che conduce al pulpito.
Gli archi e i nastri della struttura architettonica sono riccamente decorati con ornamenti e putti accoppiati e figure di fantasia, nonché con volti espressivi simili a ritratti.
All'interno di ognuna delle cinque edicole superiori si trova una un'immagine a rilievo e altri due rilievi sono in ognuna delle campate estreme del livello inferiore, sia sul lato rivolto alla navata sia su quello rivolto al coro, per un totale di diciotto rilievi. Si tratta di rappresentazioni di scene dell'Antico e del Nuovo Testamento che sono tipologicamente assegnate l'una all'altra. La selezione delle immagini potrebbe già risalire al pontile precedente, mentre l'iconografia è moderna e si basa in modo dimostrabile su dipinti e incisioni contemporanee.
Il tema generale del programma iconografico è il sacrificio vicario di Cristo, che diventa presenza eucaristica davanti all'altare. La croce è quindi il vertice e il punto finale di tutte le immagini. L'erezione del serpente di rame è riferita al crocifisso nel campo dell'immagine sottostante, affiancato dal trasporto della croce e dalla sepoltura di Gesù. Il sacrificio di Isacco è raffigurato all'estrema sinistra; all'estrema destra Giona, che viene gettato in mare dalla nave per soccorrere i passeggeri. Queste scene appaiono sia dal lato della navata che dal lato del coro.
Al contrario, le quattro immagini accanto alle porte sono diverse. La facciata del popolo continua il tema dell'offerta di messa con l'Ultima Cena e l'offerta di Melchisedec di pane e vino ad Abramo (a sinistra), così come la vittoria di Cristo sul regno dei morti e la vittoria di Davide su Golia (a destra). Il lato del coro, invece, mostra le scene della regina di Saba davanti a Salomone, l'Adorazione dei re, la regina Ester davanti ad Ahasver e l'incoronazione di Maria.
Il pulpito centrale mostra il Cristo risorto al centro, affiancato da Maria e Bernward come patroni della cattedrale e i quattro Evangelisti.

## Altre immagini

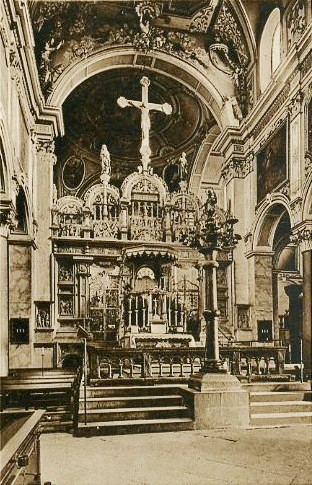
Installazione del pontile nella cattedrale fino al 1945, dietro alla Colonna di Cristo
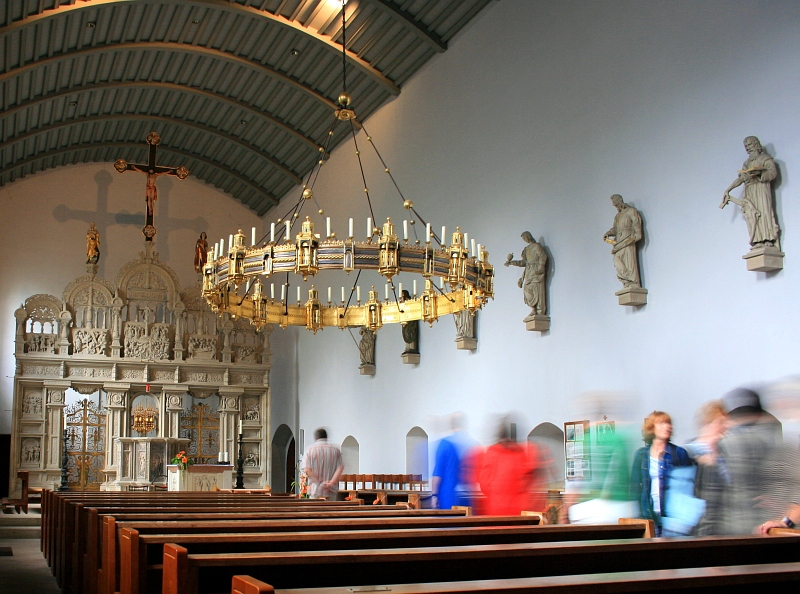
La chiesa di Sant'Antonio nel 2008, col pontile sul fondo e il lampadario Azelin poi trasferito in cattedrale.